# Disparen a Cohen
Disparen a Cohen es un disco homenaje a Leonard Cohen grabado por varios artistas españoles, y lanzado por Confesiones de Margot en 2005. 

## Temas
1. "Chelsea Hotel" (De la Rosa)
2. "El futuro" (Picore)
3. "Who by fire" (Copi)
4. "There's no way to say goodbye" (Bronski)
5. "Lady Midnight" (Geil ist Geiz!)
6. "Esperando el milagro" (Jafi Marvel + Morti)
7. "Dance me to the end of love" (Ursula)
8. "Famous blue raincoat" (Esqueleto)
9. "En el alambre" (Los Chulis)
10. "The Gypsy's wife" (Los Cármenes)
11. "Take this waltz" (Onirea)
12. "Sabes quién soy" (Guillem K.)
13. "So Long, Marianne" (Simple Komite)
14. "Todo el mundo sabe" (Santi Rex + Bronski)
15. "Aleluya" (Volador)
16. "Soy tu hombre" (MAR)
17. "Suzanne" (Nixon)
18. "Tower of song" (Carlos Ann)
19. "El único poema" (Juan Carlos Espadas-Aragón)